# Paradidyma neglecta
Paradidyma neglecta är en tvåvingeart som först beskrevs av Reginald James West 1925.
Paradidyma neglecta ingår i släktet Paradidyma och familjen parasitflugor. Artens utbredningsområde är Iowa. Inga underarter finns listade i Catalogue of Life.